# حملية
فصيلة لسان الحَمَل أو الفصيلة الحملية فصيلة نباتية تتبع رتبة الشفويات (باللاتينية: Lamiales). أبرز أجناسها لسان الحمل وفم السمكة.

## من أجناسها
- لسان الحمل (باللاتينية: Plantago)
- الكيكسيا (باللاتينية: Kickxia)
- القمعية (باللاتينية: Digitalis)
- الكتانية (باللاتينية: Linaria)
- السيسم أو فم السمكة أو أنف العجل أو زهرة الخطم (باللاتينية: Antirrhinum)
- البنسطمون (باللاتينية: Penstemon)